# Sholom Dovber Schneersohn
Sholom Dovber Schneersohn (1860 - 1920), ou Rashab (de Rabi Shalom Ber), foi um rabino ortodoxo e quinto rebe da dinastia chassídica de Lubavitch. Foi filho do quarto rebe Shmuel Schneersohn, e pai do sexto rebe, Joseph Isaac Schneersohn. Estabeleceu a primeira yeshivá chassídica, Tomchei Temimim, e foi um proeminente opositor do sionismo.

Uma carta do Rashab consta no livro Or Layesharim, publicado em Varsóvia no ano de 1900. O livro se trata de uma coleção de cartas de vários rabinos proeminentes da época e o objetivo declarado do livro é de demonstrar que a religião judaica é incompatível com o sionismo.
“Mesmo que esses homens fossem leais a Hashem e sua Torah, e mesmo que houvesse uma chance de alcançarem seu objetivo, não devemos ouvi-los neste assunto, sobre fazer nossa redenção com nosso próprio poder. Não é proibido até mesmo forçar o fim com oração excessiva (Rashi Ketubot 111a, e vide Midrash Shir Hashirim 2:7)? É mais ainda com o poder e os métodos mundanos, isto é, sair do exílio pela força, não nos é permitido. Não é assim que virá a nossa salvação e a redenção das nossas almas. E isso é contra a nossa verdadeira esperança, pois todo o nosso anseio e esperança é que Hashem nos traga o Mashiach em breve e nossa redenção venha através do próprio Hashem. Isto é o que o Midrash Rabah diz no versículo: ‘Pois contigo está a fonte da vida’ – que mesmo a redenção que veio através de Moshe e Aharon não foi completa, e eles voltaram (ao exílio) posteriormente. Certamente isso foi verdade em relação à redenção que veio através de Chananya, Mishael e Azarya, embora eles tenham agido de acordo com Yirmiyahu e os outros profetas que viveram na época. E neste exílio, devemos esperar apenas pela redenção e salvação do próprio Hashem, não através de um ser humano, para que a nossa redenção seja completa.”